# Manuel de la Cruz Vázquez

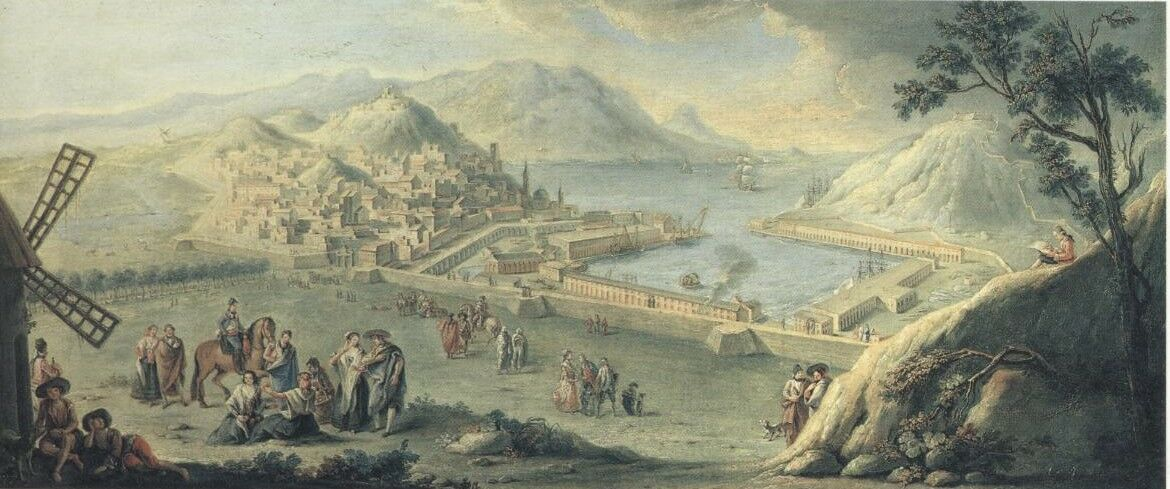
Vista de Cartagena, 1786, óleo sobre lienzo, Madrid, Patrimonio Nacional, Palacio de la Moncloa. A la derecha, sentado en una elevación del terreno, el pintor toma apuntes del natural.

Manuel de la Cruz Vázquez (Madrid, 1750-1792) fue un pintor, dibujante y grabador español, sobrino de don Ramón de la Cruz y de Juan de la Cruz Cano y Olmedilla.

## Biografía
Nacido en Madrid en 1750, el 12 de febrero de 1767 se matriculó en la Real Academia de Bellas Artes de San Fernando como estudiante de pintura. Dos años más tarde ganó el primer premio de segunda clase otorgado por la Academia, de la que fue nombrado académico de mérito el 4 de enero de 1789.
Pintor de cámara del infante Luis de Borbón, falleció en Madrid el 26 de octubre de 1792 y fue enterrado en la iglesia de San Andrés.

## Obra

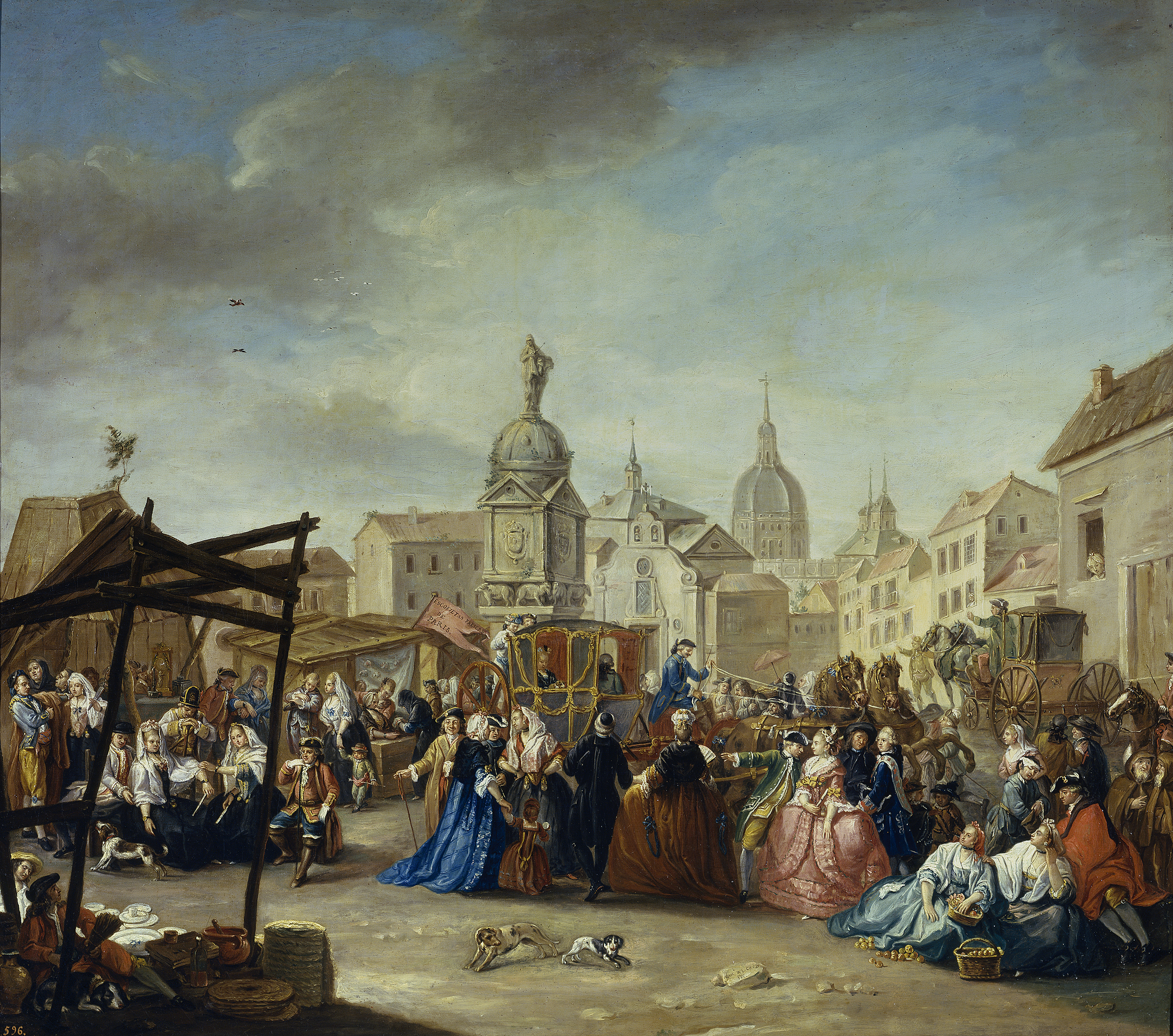
La Feria de Madrid en la plaza de la Cebada, óleo sobre lienzo, 84 x 94 cm, Madrid, Museo del Prado, en depósito en el Museo de Historia de Madrid.

Según Ceán pintó al óleo a los santos cartageneros Fulgencio, Florentina, Isidoro y Leandro para las pechinas de la arruinada iglesia mayor de Cartagena, ciudad a la que viajó para pintar su puerto (1786, Patrimonio Nacional, Palacio de la Moncloa). Pintó escenas costumbristas, de las que se conoce la Feria de Madrid en la plaza de la Cebada (Museo del Prado, en depósito en el Museo de Historia de Madrid) y proporcionó treinta y dos dibujos a pluma y aguada de tipos populares madrileños para la Colección de trajes de España... Dispuesta y Gravada por D. Juan de la Cruz Cano y Holmedilla, Madrid, 1777, aunque no todos esos dibujos se grabaron (Biblioteca Nacional de España, Museo de Historia de Madrid). Muy apreciados por su valor informativo, para Pérez Sánchez, «estos deliciosos dibujos constituyen uno de los testimonios más frescos que poseemos del Madrid de los años de 1770-80, en el cual Goya va afirmando su personalidad».
Manuel de la Cruz colaboró también con algunos de los más significativos intentos, propios del pensamiento ilustrado, de difundir las artes y las letras nacionales. Por encargo de la Compañía para el grabado de los cuadros de los Reales Palacios, aprobada por Carlos IV en 1789, dibujó Los borrachos y la Coronación de la Virgen de Velázquez, San Juan Bautista en el desierto y Santa María Egipciaca de Ribera y el Retrato de una mujer sentada de Antonio Moro, grabados por Manuel Salvador Carmona, Bartolomé Vázquez, Jean Massard, Jean-Antoine Perron y Benoît Louis Henriquez (se conservan ejemplares de todos ellos en el Museo del Prado). Proporcionó también los dibujos de Viriato arrojándose de la torre y de la escena final de El viaje de Argel, grabados por Joaquín José Fabregat y publicados con el Viaje al Parnaso de Miguel de Cervantes en la edición que sacó Antonio de Sancha en 1784 junto con La Numancia y El viaje de Argel, de los que se conservan los originales a pluma, pincel y aguada grisácea en la Biblioteca Nacional de España. 
De otro orden son los ocho grandes lienzos de la vida de san Francisco de Asís que pintó para el claustro del convento de San Francisco el Grande de Madrid (en depósito del Museo del Prado), para Ceán, «la obra que más le distingue», en la que se advierte la calidad de su dibujo junto a un decorativismo de gusto rococó. De su trabajo como grabador en dulce se citan, desde Ceán, dos estampas de majas, a las que habría que agregar una estampa con cabezas con tocados regionales.